# قطعنامه ۱۴۶ شورای امنیت
قطعنامه ۱۴۶ شورای امنیت سازمان ملل متحد که در تاریخ ۰۹ اوت ۱۹۶۰ تصویب شد، سندی بین‌المللی دربارهٔ مسئلهٔ کنگو است. این قطعنامه طی نشست ۸۸۶ام با ۹ موافق، ۰ مخالف و ۲ ممتنع تصویب شد.